# Chính sách thị thực của Iran
Du khách đến Iran phải xin thị thực từ một trong những phái bộ ngoại giao của Iran trừ khi họ đến từ một trong những nước được miễn thị thực hoặc có thể xin thị thực tại cửa khẩu. Tất cả du khách phải có hộ chiếu có hiệu lực ít nhất 6 tháng. Từ chối nhập cảnh với phụ nữ không dùng vật che mặt của đạo Hồi, khăn, áo dài tay và tất dài. Công dân Israel hoàn toàn bị cấm nhập cảnh Iran.

## Bản đồ chính sách thị thực

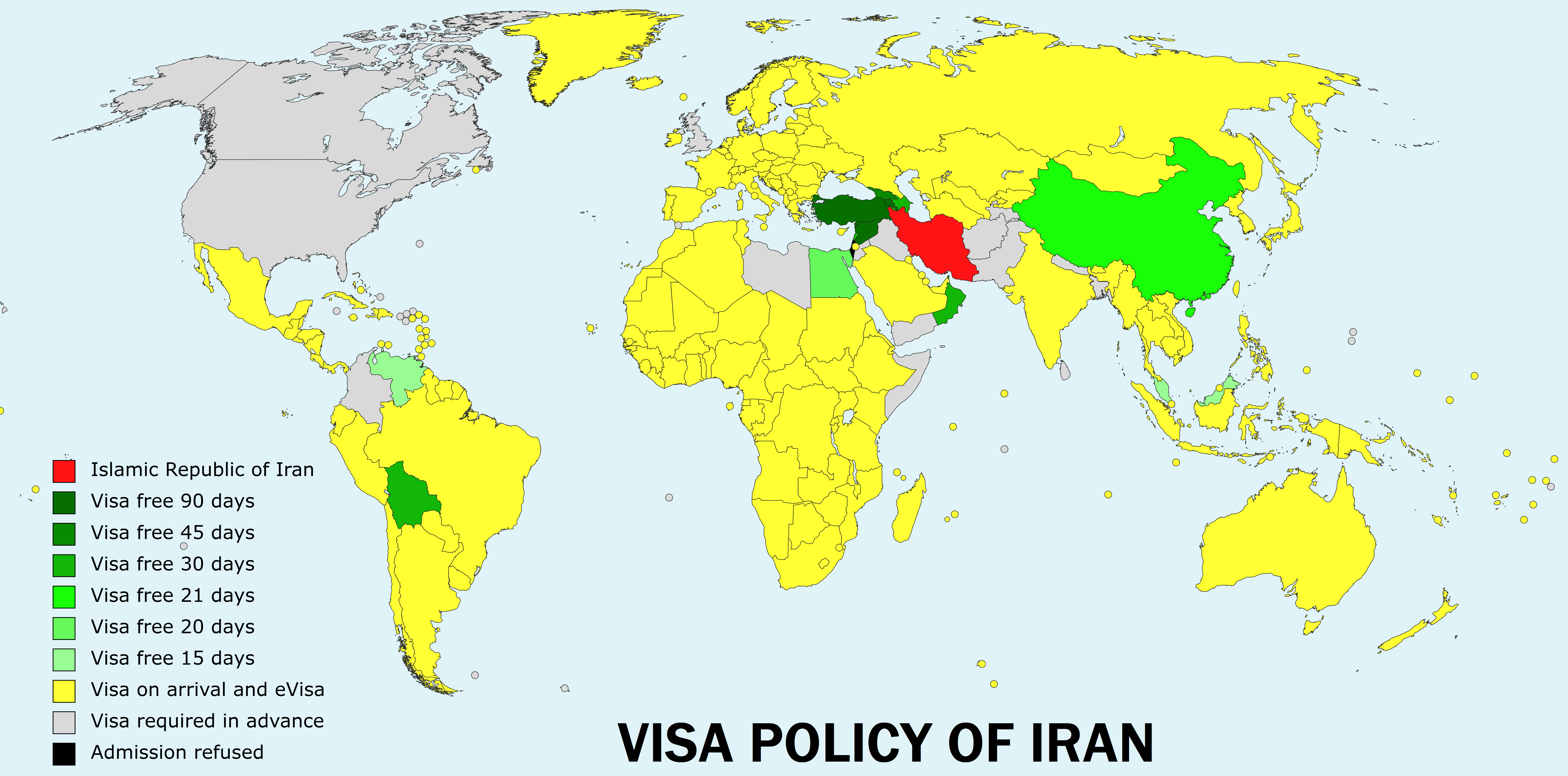
Chính sách thị thực của Iran
Iran
Miễn thị thực
Thị thực tại cửa khẩu
Cần xin thị thực từ trước

## Miễn thị thực
Công dân của 11 quốc gia sau có thể đến Iran không cần thị thực:
| - Armenia 90 ngày trong mỗi chu kỳ 180 ngày - Azerbaijan 30 ngày - Bolivia 30 ngày - Ai Cập 20 ngày - Gruzia 45 ngày - Liban 30 ngày | - Malaysia 15 ngày - Serbia 30 ngày trong mỗi chu kỳ 1 năm - Syria 90 ngày trong mỗi chu kỳ 180 ngày - Thổ Nhĩ Kỳ 3 tháng - Venezuela 15 ngày |  |

| Ngày thay đổi thị thực |
| --- |
| Danh sách này không đầy đủ, bạn cũng có thể giúp mở rộng danh sách. - 1 tháng 2 năm 2010: Azerbaijan - 29 tháng 7 năm 2015: Ai Cập và Liban - 1 tháng 11 năm 2017: Serbia |

### Các đảo Kish và Qeshm
Tất cả du khách trừ công dân của Afghanistan, Bangladesh, Canada, Colombia, Ấn Độ, Iraq, Jordan, Nepal, Pakistan, Somalia, Sri Lanka, the Anh Quốc, Hoa Kỳ, và Yemen có thể đến đỏ Kish hoặc đảo Qeshm 14 ngày mà không cần thị thực.

### Hộ chiếu ngoại giao và công vụ

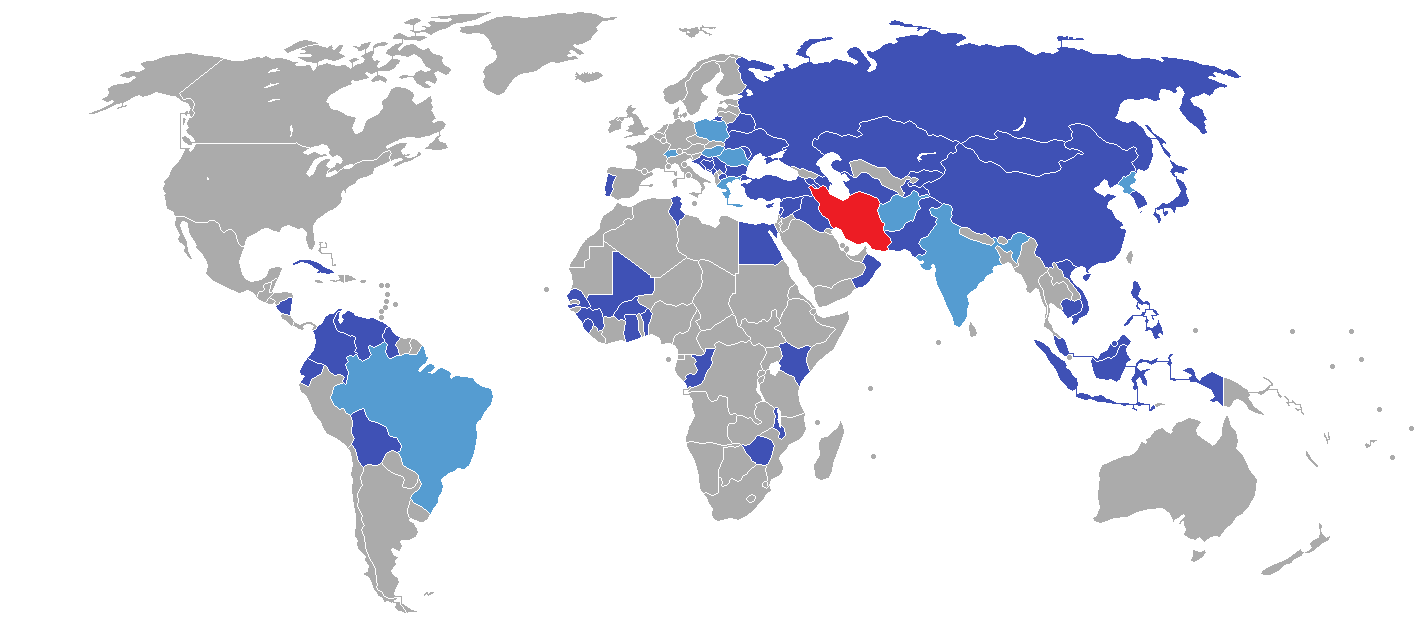
Chính sách thị thực của Iran đối với người sở hữu hộ chiếu ngoại giao hoặc công vụ
Iran
Miễn thị thực với hộ chiếu ngoại giao và công vụ
Miễn thị thực với hộ chiếu ngoại giao

Người sở hữu hộ chiếu (ngoại giao hoặc công vụ dựa trên chú thích) được cấp bởi các quốc gia sau được miễn thị thực để đến Iran.
| - Afghanistan D 1 tháng - Armenia D 90 ngày - Azerbaijan D S 1 tháng - Belarus D O 30 ngày - Benin D S 30 ngày - Bolivia D S 60 ngày - Bosnia và Herzegovina D S 1 tháng - Brazil D 1 tháng - Brunei D O 30 ngày - Bulgaria D S 1 tháng - Burkina Faso D S 1 tháng - Campuchia D S 1 tháng - Trung Quốc D S 1 tháng - Colombia D S 1 tháng - Croatia D S 1 tháng - Cuba D 1 tháng - Congo D S 6 tháng - Síp D S 3 tháng - Ecuador D S 90 ngày - Ai Cập D S 20 ngày | - Ghana D S 30 ngày - Guinea D S 1 tháng - Guyana D S 1 tháng - Hy Lạp D 3 tháng - Hungary D 1 tháng - Indonesia D S 14 ngày - Nhật Bản D O 3 tháng - Kazakhstan D S 30 ngày - Kenya D S 1 tháng - Kyrgyzstan D S 1 tháng - LibanD S 30 ngày - Macedonia D S 1 tháng - Malaysia D S 15 ngày - Malawi D S 1 tháng - Mali D S 1 tháng - Moldova D S 1 tháng - Montenegro D S 30 ngày - Nicaragua D S 2 tháng - Bắc Triều Tiên D 1 tháng - Oman D S 1 tháng - Pakistan D O 3 tháng | - Philippines D S 30 ngày |  |

D — hộ chiếu ngoại giao

O — hộ chiếu công vụ

S — hộ chiếu công vụ

Sp — hộ chiếu đặc biệt

## Thị thực tại cửa khảu
Người sở hữu hộ chiếu phổ thông đi du lịch có thể xin thịt thực tại cửa khẩu có hiệu lực tối đa 30 ngày (có thể giahạn), tại các sân bay sau, tính tới tháng 1 năm 2018:
- Sân bay quốc tế Bandar Abbas (Bandar Abbas)
- Sân bay quốc tế Isfahan (Isfahan)
- Sân bay quốc tế Kish (đảo Kish)
- Sân bay quốc tế Mashhad International Airport (Mashad)
- Sân bay quốc tế Qeshm (đảo Qeshm) [12]
- Sân bay quốc tế Shiraz (Shiraz)
- Sân bay quốc tế Tabriz (Tabriz)
- Sân bay quốc tế Imam Khomeini (Tehran)
- Sân bay quốc tế Mehrabad (Tehran) [13]
- Sân bay Urmia (Urmia) [14]
- Ahvaz International Airport (Ahvaz) [15]
- Sân bay Kerman (Kerman) [16]
- Sân bay quốc tế Larestan (Lar)

Chú thích: để xin thị thực tại cửa khẩu tại Tehran, hành khách phải xin tại trang web thị thực điện tử của Iran, và trình thông báo đã nộp tại quầy thị thực ở sây bay khi nhập cảnh.
Thị thực tại cửa khẩu miễn phí với công dân Liban.
Iran dự kiến tăng thời gian có hiệu lực từ 1 tháng lên 3 tháng. Thị thực tại cửa khẩu sẽ áp dụng tại sân bay Shahid Sadooghi trong tương lai gần.
Thị thực tại cửa khẩu không áp dụng với các quốc gia phải xin thị thực từ trước tại phái bộ ngoại giao Iran:
| - Afghanistan - Ấn Độ - Bangladesh - Canada - Colombia - Iraq1 - Jordan | - Nepal - Pakistan - Somalia - Sri Lanka - Anh Quốc - Hoa Kỳ |  |

1 - thị thực tại cửa khẩu sân bay mashhad./Có thể đi xe cá nhân

### Cảng Shahid Rajaee
Hành khách đường biển nhập cảnh Iran qua cảng Shahid Rajaee Port ở phía nam tỉnh Hormozgan cũng có thể xin thị thực tại cửa khẩu.

## Hướng dẫn viên bắt buộc
Công dân Anh, Canadia và Mỹ bị yêu cầu phải luôn luôn được hộ tống bởi một hướng dẫn viên được chính phủ phê chuẩn. Du hành độc lạp bị cấm đối với công dân của các quốc gia này do việc đóng cửa của phái bộ ngoại giao Iran tại các quốc gia này.

## Từ chối nhập cảnh
Nhập cảnh bị từ chối với người sở hữu hộ chiếu hoặc giấy tờ du hành có thị thực Israel hoặc con dấu hoặc bất cứ dữ liệu nào cho thấy có liên quan đến Israel trong vòng 12 trước.